# Iskrzyk czarnogłowy
Iskrzyk czarnogłowy (Aglaeactis pamela) – gatunek małego ptaka z rodziny kolibrowatych (Trochilidae). Endemit Boliwii.

## Systematyka
Jest to gatunek monotypowy.

## Występowanie
Iskrzyk czarnogłowy występuje na terenie Boliwii, we wschodniej części Andów od zachodniej części departamentu Santa Cruz do La Paz. Preferuje tropikalne wilgotne lasy górskie na poziomie 3000–3500 m n.p.m.

## Charakterystyka

### Morfologia
Osiąga długość ciała około 12 cm oraz masę około 5–6 g. Ma prosty, czarny dziób; jego długość według różnych autorów to 15 mm lub 16,9–19,2 mm.
Upierzenie ciemne, u osobników dorosłych w większości fioletowoczarne. Ma charakterystyczne białe pióra na piersi (śliniak) oraz opalizujące w kolorach od złocistozielonego do niebieskawozielonego w dolnej części grzbietu i na kuprze. Sterówki rude, z ciemniejszymi końcówkami. Samice są podobne do samców, ale bardziej matowe, a opalizacja grzbietu i kupra jest u nich mniejsza, ponadto mają mniej rozwidlony ogon. Osobniki młodociane są nieco bardziej brązowe od dorosłych, biały śliniak na piersi jest u nich często niewidoczny, a dolna szczęka dzioba (żuchwa) jest pomarańczowa.

### Dieta
Żywi się głównie nektarem kwiatowym. Czasami zjada także małe stawonogi.

### Rozmnażanie
Sezon lęgowy prawdopodobnie trwa od września do marca.

## Status
W Czerwonej księdze gatunków zagrożonych IUCN iskrzyk czarnogłowy jest uznawany za gatunek najmniejszej troski (LC, ang. Least Concern). Wielkość populacji nie została oszacowana, ale gatunek ten jest opisywany jako rzadki i rozmieszczony plamowo. Ze względu na brak dowodów na spadki liczebności bądź istotne zagrożenia dla gatunku BirdLife International ocenia trend liczebności populacji jako prawdopodobnie stabilny.